# Скотти, Винченцо
Винченцо Скотти (итал. Vincenzo Scotti; 16 сентября 1933, Неаполь) — итальянский политик, министр труда и социального обеспечения Италии (1978—1980 и 1982—1983), министр внутренних дел Италии (1990—1992), министр иностранных дел (1992).

## Биография

### Ранние годы и начало карьеры
Родился 16 сентября 1933 года в Неаполе, назначенный профессор (professore incaricato) Свободного международного университета общественных наук имени Гвидо Карли.
С 1954 по 1958 год возглавлял исследовательский центр Итальянской конфедерации профсоюзов трудящихся, занимаясь проблемами экономического оздоровления Юга Италии.

### Политическая карьера
С 1968 по 1994 год Винченцо Скотти неизменно состоял в Палате депутатов во всех созывах с 5-го по 11-й включительно, избираясь по спискам Христианско-демократической партии.
Министр труда и социального обеспечения в четвёртом правительстве Андреотти с 11 марта 1978 по 20 марта 1979 года, в пятом правительстве Андреотти — до 4 августа 1979 года и затем в первом правительстве Коссиги — до 4 апреля 1980 года.
Министр без портфеля по связям с Европейским союзом во втором правительстве Коссиги — с 4 апреля по 18 октября 1980 года и затем в первом правительстве Форлани — по 28 июня 1981 года.
Министр культурного наследия и окружающей среды в первом правительстве Спадолини — с 28 июля 1981 по 23 августа 1982 года и затем во втором правительстве Спадолини — по 13 ноября 1982 года.
Вновь министр труда и социальной политики — в пятом правительстве Фанфани с 1 декабря 1982 по 4 августа 1983 года.
Министр без портфеля по вопросам гражданской обороны в первом правительстве Кракси с 4 августа 1983 по 26 марта 1984 года.
С 30 апреля по 5 августа 1984 года — мэр Неаполя.
Министр внутренних дел в шестом правительстве Андреотти с 16 октября 1990 по 12 апреля 1991 года и затем в седьмом правительстве Андреотти до 28 июня 1992 года. 23 мая 1992 года произошло громкое убийство судьи Джованни Фальконе. Это событие было использовано для интриги с целью предотвратить избрание Джованни Спадолини президентом Италии — именно Винченцо Скотти заблаговременно получил соответствующую информацию и передал её Спадолини, который не стал препятствовать выборам Скальфаро, вступившего в должность президента 28 мая.
В июне 1992 года министр юстиции Клаудио Мартелли попытался добиться от президента Скальфаро поручения на формирование нового правительства на фоне разгоравшейся операции «Чистые руки» и предложил Скотти должность заместителя премьер-министра. Тот принял приглашение, но президент не поддержал Мартелли — 28 июня 1992 года на смену седьмому правительству Андреотти пришло первое правительство Амато.
В первом правительстве Амато Винченцо Скотти занимал кресло министра иностранных дел с 28 июня по 29 июля 1992 года.
По утверждению Клаудио Мартелли, Скотти был освобождён от должности министра внутренних дел по воле президента Скальфаро с целью ослабить напряжение в отношениях между мафией и государством.
27 марта 1994 года правоцентристская коалиция Берлускони Полюс свобод одержала победу на парламентских выборах, но Христианско-демократическая партия к этому времени уже прекратила существование, и Скотти наряду со многими другими видными политиками лишился депутатского мандата.
В 2006 году Скотти возглавил партию Италия центра, которая в 2008 году влилась в Движение за автономии. Председателем объединённой партии стал Скотти, но лидерство сохранил за собой национальный секретарь Рафаэле Ломбардо. Движение за автономии присоединилось к правоцентристской коалиции Берлускони, одержавшей победу на выборах 2008 года.
Винченцо Скотти получил должность младшего статс-секретаря Министерства иностранных дел в сформированном по итогам выборов четвёртом правительстве Берлускони. В январе 2010 года был исключён из Движения за автономии и инициировал создание партии «Мы-Юг» (Noi Sud), в ноябре 2011 года ушёл в отставку с должности младшего статс-секретаря, сделав заявление о необходимости формирования нового правительства. В составе партии «Мы-Юг» участвовал в создании партии «Либералы за Италию» (Liberali per l’Italia).

### Link Campus University
С 2011 года Скотти является президентом международного частного Link Campus University со штаб-квартирой в Риме.

## Юридическое преследование
В 1993 году прокуратура Рима возбудила два уголовных дела в отношении ряда лиц, включая Винченцо Скотти. По одному из них он, а также его предшественник на посту министра внутренних дел Антонио Гава вместе с руководителями своих канцелярий подозревались в незаконном расходовании государственных средств, но в 1995 году обвинения были признаны необоснованными, а дело прекращено. По другому делу лично Скотти подозревался в расходовании средств итальянской секретной службы SISDE на реконструкцию и меблировку своей квартиры. Спецслужба действительно финансировала переоборудование жилых апартаментов ряда должностных лиц, которым потенциально угрожала опасность, но бывший бухгалтер SISDE Антонио Галати (Antonio Galati) представил документы о выделении из фондов организации на переоснащение жилья Скотти денежных средств в объёме 530 млн итальянских лир, каковую сумму судьи признали чрезмерной. Кроме того, бывший директор спецслужбы Алессандро Вочи (Alessandro Voci) санкционировал приобретение на казённые средства архитектором Адольфо Салабе (Adolfo Salabè) для оснащения квартиры Скотти шести диванов, старинных гобеленов и ковров, а также кровати.

## Личная жизнь
Винченцо Скотти женат на Стефании Ладзари Челли (Stefania Lazzari Celli), у супругов есть трое детей.
В 2000 году Скотти стал председателем совета директоров компании Formula Bingo, основанной в 1999 году и занимающейся организацией легальной азартной игры в бинго, которую итальянцы воспринимают как англосаксонскую версию их национальной игры tombola. Заместителем председателя совета директоров компании является бывший активист Коммунистической партии, друг Массимо Д’Алема и Вальтера Вельтрони Лучано Консоли (Luciano Consoli). Консоли и сам Скотти объясняли прессе его назначение наличием у опытного политика связей, необходимых для поддержания бизнеса.

## Награды
Награждён указом президента Италии:
- Золотая медаль «За вклад в развитие культуры и искусства» (5 августа 1983 года)[10].

## Образ в культуре
В фильме Паоло Соррентино о Джулио Андреотти «Изумительный» роль Винченцо Скотти сыграл Джанфеличе Импарато.